# Vegakameratene 2011-2012
Questa voce raccoglie le informazioni riguardanti il Vegakameratene nelle competizioni ufficiali della stagione 2011-2012.

## Stagione
Il Vegakameratene, campione in carica, ha mantenuto il titolo al termine della stagione, vincendo il secondo titolo della sua storia. In virtù dell'affermazione dell'annata precedente, la squadra ha affrontato la Coppa UEFA, venendo eliminata al main round.

## Rosa
| N° | Naz.                | Ruolo | Sportivo               | Anno     |  |  |
| -- | ------------------- | ----- | ---------------------- | -------- |  |  |
|    | Norvegia (bandiera) | POR   | Martin Fløystad        |          |  |  |
|    | Norvegia (bandiera) | POR   | Kenneth Rakvaag        | 20.08.83 |  |  |
|    | Norvegia (bandiera) | DIF   | Petter Høvik           | 21.08.91 |  |  |
|    | Norvegia (bandiera) | DIF   | Jan Are Klaussen       | 15.05.86 |  |  |
|    | Norvegia (bandiera) | DIF   | Lars Magnus Klaussen   | 31.12.90 |  |  |
|    | Norvegia (bandiera) | DIF   | Tor Christian Klaussen | 14.05.80 |  |  |
|    | Norvegia (bandiera) | DIF   | Kim Rune Ovesen        | 24.06.87 |  |  |
|    | Norvegia (bandiera) | DIF   | Håvard Solem           | 11.10.85 |  |  |
|    | Norvegia (bandiera) | DIF   | Jonas Wiseth           | 02.09.87 |  |  |
|    | Norvegia (bandiera) | PIV   | Thomas Klaussen        | 11.03.88 |  |  |
|    | Norvegia (bandiera) | PIV   | Christopher Moen       | 26.06.91 |  |  |
|    | Norvegia (bandiera) | PIV   | Andreas Nordby         | 29.06.89 |  |  |
|    | Norvegia (bandiera) | PIV   | Morten Ravlo           | 20.08.83 |  |  |
|    | Norvegia (bandiera) |       | Aleksander Nielsen     |          |  |  |
|    | Norvegia (bandiera) |       | Espen Wik              |          |  |  |

## Risultati

### Eliteserie

#### Girone di andata
| Oslo 3 dicembre 2011, ore 10:00 1ª giornata | Vadmyra | 1 – 7 referto | Vegakameratene | KFUM-Hallen\| Arbitro: \| Ølmheim \| |
| Arbitro:                                    | Ølmheim |               |                |                                      |

| Oslo 3 dicembre 2011, ore 17:00 2ª giornata | KFUM Oslo | 4 – 1 referto | Vegakameratene | KFUM-Hallen\| Arbitro: \| Hussain \| |
| Arbitro:                                    | Hussain   |               |                |                                      |

| Oslo 4 dicembre 2011, ore 11:10 3ª giornata | Holmlia   | 0 – 1 referto | Vegakameratene | KFUM-Hallen\| Arbitro: \| Rønningen \| |
| Arbitro:                                    | Rønningen |               |                |                                        |

| Tiller 14 gennaio 2012, ore 16:00 4ª giornata | Vegakameratene | 2 – 2 referto | Solør | KVT Hallen\| Arbitro: \| Krokdal \| |
| Arbitro:                                      | Krokdal        |               |       |                                     |

| Tiller 15 gennaio 2012, ore 12:15 5ª giornata | Vegakameratene | 8 – 1 referto | Kongsvinger | KVT Hallen\| Arbitro: \| Krokdal \| |
| Arbitro:                                      | Krokdal        |               |             |                                     |

| Tiller 4 febbraio 2012, ore 19:00 6ª giornata | Nidaros | 0 – 6 referto | Vegakameratene | KVT Hallen\| Arbitro: \| Krokdal \| |
| Arbitro:                                      | Krokdal |               |                |                                     |

| Fyllingsdalen 28 gennaio 2012, ore 16:30 7ª giornata | Horten    | 1 – 5 referto | Vegakameratene | Framohallen A\| Arbitro: \| Eidhammer \| |
| Arbitro:                                             | Eidhammer |               |                |                                          |

| Fyllingsdalen 29 gennaio 2012, ore 11:00 8ª giornata | Høllen  | 1 – 4 referto | Vegakameratene | Framohallen A\| Arbitro: \| Iversen \| |
| Arbitro:                                             | Iversen |               |                |                                        |

| Tiller 4 febbraio 2012, ore 11:00 9ª giornata | Tiller       | 2 – 4 referto | Vegakameratene | KVT Hallen\| Arbitro: \| Solum Lystad \| |
| Arbitro:                                      | Solum Lystad |               |                |                                          |

#### Girone di ritorno
| Stjørdal 18 febbraio 2012, ore 16:30 10ª giornata | Vegakameratene | 4 – 1 referto | Horten | Stjørdalshallen A\| Arbitro: \| Hanssen \| |
| Arbitro:                                          | Hanssen        |               |        |                                            |

| Stjørdal 19 febbraio 2012, ore 12:00 11ª giornata | Vegakameratene | 6 – 0 referto | Høllen | Stjørdalshallen B\| Arbitro: \| Hanssen \| |
| Arbitro:                                          | Hanssen        |               |        |                                            |

| Stjørdal 19 febbraio 2012, ore 19:00 12ª giornata | Vegakameratene | 4 – 2 referto | Tiller | Stjørdalshallen A\| Arbitro: \| Thorsø Hansen \| |
| Arbitro:                                          | Thorsø Hansen  |               |        |                                                  |

| Kongsvinger 3 marzo 2012, ore 19:00 13ª giornata | Solør   | 1 – 8 referto | Vegakameratene | Tråstadhallen\| Arbitro: \| Ølmheim \| |
| Arbitro:                                         | Ølmheim |               |                |                                        |

| Kongsvinger 3 marzo 2012, ore 10:00 14ª giornata | Kongsvinger | 2 – 3 referto | Vegakameratene | Tråstadhallen\| Arbitro: \| Rønningen \| |
| Arbitro:                                         | Rønningen   |               |                |                                          |

| Brønnøysund 25 febbraio 2012, ore 11:00 15ª giornata | Vegakameratene | 6 – 2 referto | Nidaros | Brønnøyhallen\| Arbitro: \| Krokdal \| |
| Arbitro:                                             | Krokdal        |               |         |                                        |

| Oslo 24 marzo 2012, ore 13:30 16ª giornata | Vegakameratene  | 1 – 3 referto | Vadmyra | Ekeberg Idrettshall B\| Arbitro: \| Kiil Andreassen \| |
| Arbitro:                                   | Kiil Andreassen |               |         |                                                        |

| Oslo 24 marzo 2012, ore 20:00 17ª giornata | Vegakameratene | 2 – 3 referto | KFUM Oslo | Ekeberg Idrettshall B\| Arbitro: \| Eidhammer \| |
| Arbitro:                                   | Eidhammer      |               |           |                                                  |

| Oslo 25 marzo 2012, ore 12:45 18ª giornata | Vegakameratene | 3 – 7 referto | Holmlia | Ekeberg Idrettshall B\| Arbitro: \| Rønningen \| |
| Arbitro:                                   | Rønningen      |               |         |                                                  |

### Coppa UEFA
| Varna 13 agosto 2011, ore 20:00 Turno preliminare 1ª giornata | Grand Pro Varna | 3 – 5 referto | Vegakameratene | Palazzo della cultura e dello sport |

| Varna 14 agosto 2011, ore 17:30 Turno preliminare 2ª giornata | Vegakameratene | 3 – 2 referto | BGA | Palazzo della cultura e dello sport |

| Varna 16 agosto 2011, ore 17:30 Turno preliminare 3ª giornata | Fjölnir | 1 – 4 referto | Vegakameratene | Palazzo della cultura e dello sport |

| Poznań 24 settembre 2011, ore 16:30 Turno principale 1ª giornata | Era-Pack Chrudim | 6 – 2 referto | Vegakameratene | Arena Poznań |

| Poznań 25 settembre 2011, ore 19:00 Turno principale 2ª giornata | Akademia Pniewy | 3 – 2 referto | Vegakameratene | Arena Poznań |

| Poznań 27 settembre 2011, ore 16:30 Turno principale 3ª giornata | Vegakameratene | 2 – 2 referto | Châtelineau | Arena Poznań |